# گزارش رسمی
گزارش رسمی (به اسپانیایی: La historia oficial) یک فیلم درام تاریخی آرژانتینی به کارگردانی لوئیس پوئنسو است. داستان فیلم در آخرین دوره از حکومت دیکتاتوری نظامی آرژانتین سپری می‌شود بطوریکه دولت هزاران نفر از مخالفان خود را به شکلی مخفیانه می ربود یا می کشت، در این دوره خانواده‌ای که نمی‌توانند بچه دار شوند تصمیم گرفته‌اند فرزندی را از بیمارستان به فرزندخواندگی بپذیرند ولی پدر خانواده که فردی وابسته به حکومت است فرزند یکی از این کشته شدگان را به فرزندخواندگی پذیرفته‌است اما حقیقت را به زن خانواده نمی‌گوید اما زن خانواده بنام آلیسیا تلاش می‌کند حقیقت را متوجه شود و ....، این فیلم توسط منتقدان وبگاه rotten tomatoes امتیاز 100% را گرفته‌است.
این فیلم در سال ۱۹۸۵ ساخته شد و برنده جایزه اسکار در بخش فیلم‌های زبان خارجی می‌باشد . بازیگران این فیلم عبارت‌انداز: هکتور آلتریو، نورما آلئاندرو